# KZ Senftenberg

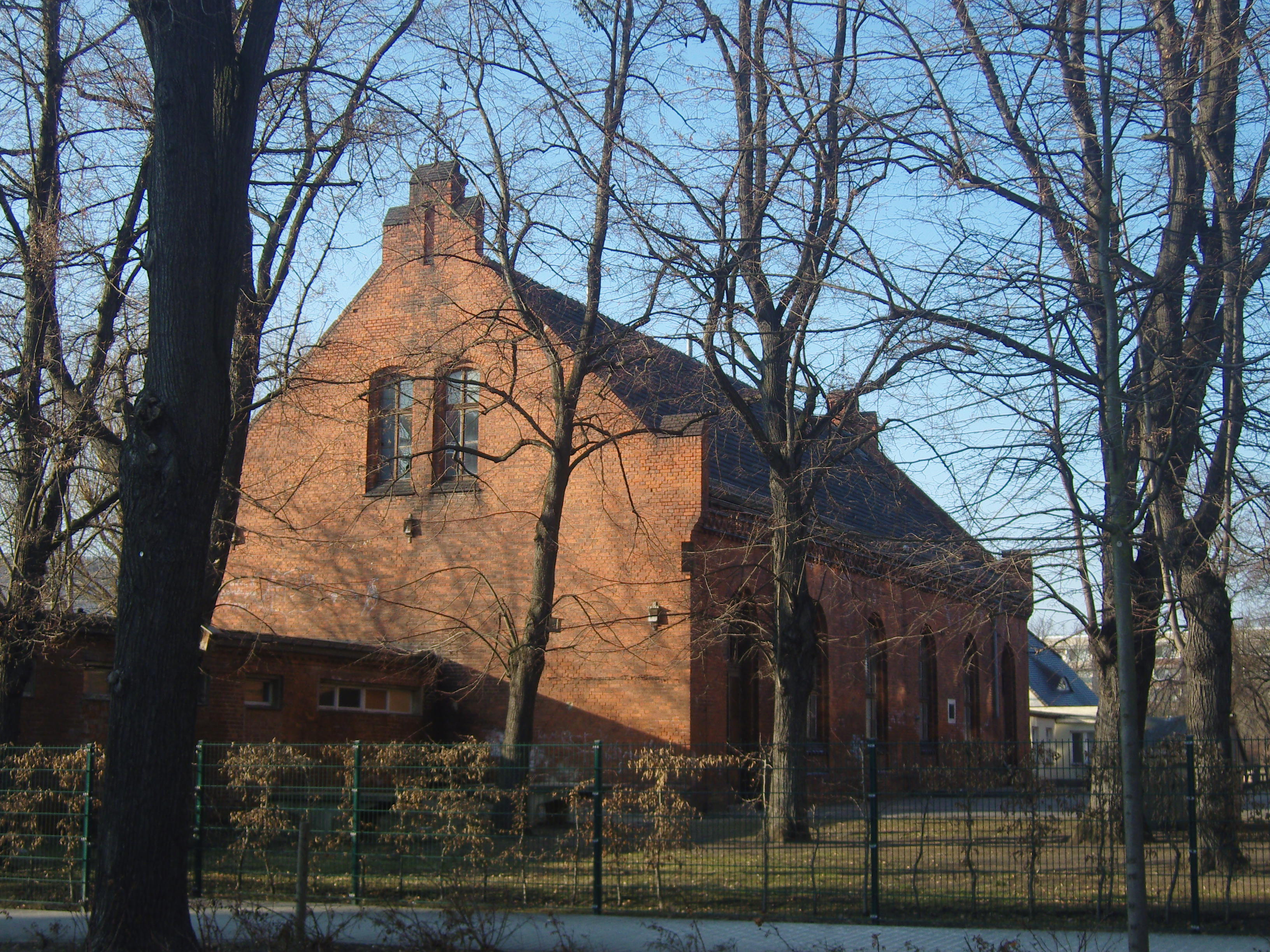
Turnhalle der ehemaligen Volksschule I (2011)

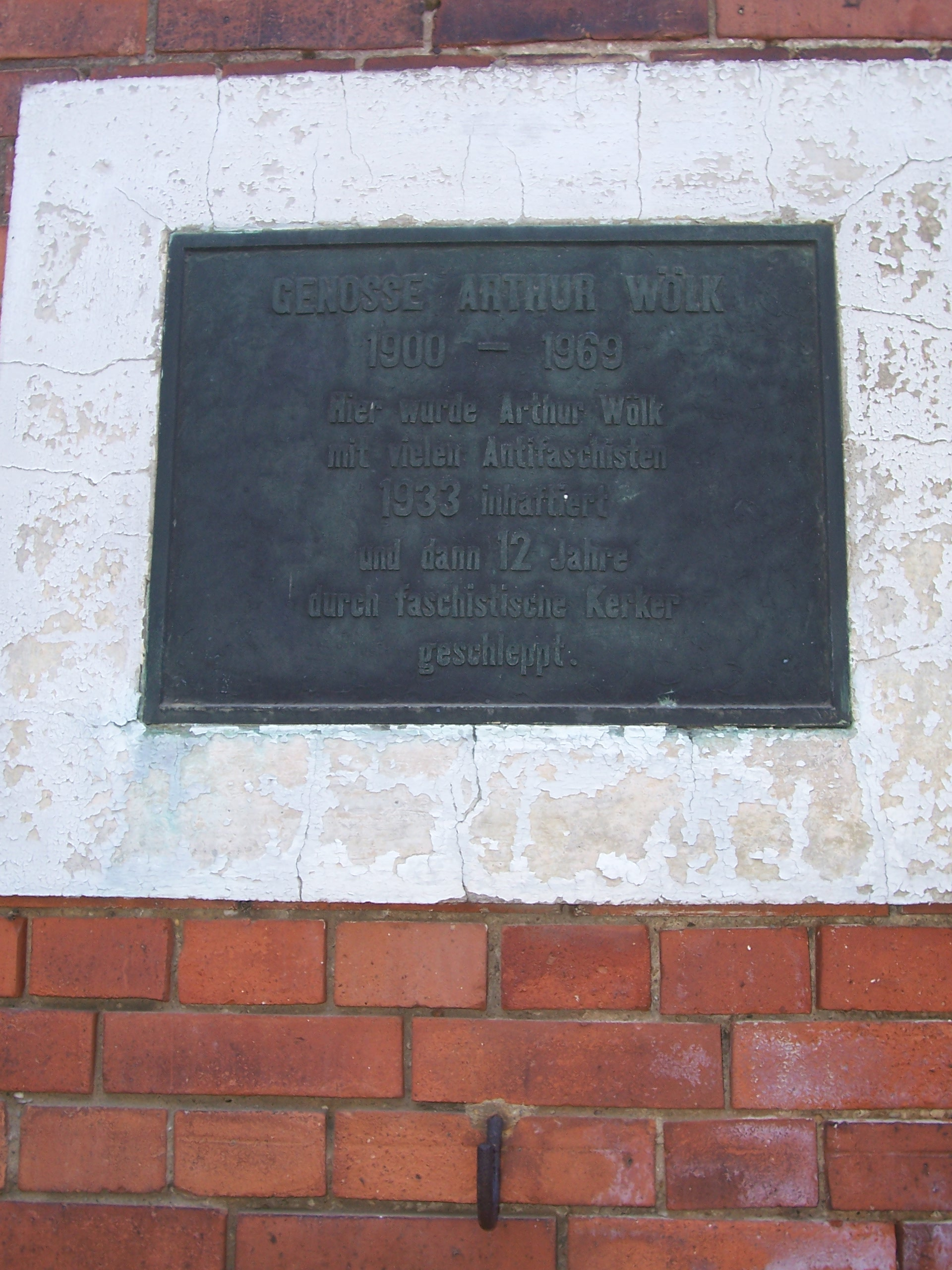
Gedenktafel auf dem Gelände der ehemaligen Volksschule I

Das Konzentrationslager Senftenberg (kurz KZ Senftenberg) war ein frühes deutsches Konzentrationslager in der Zeit des Nationalsozialismus.
Auf Initiative der Stadt Senftenberg und mit Unterstützung des örtlichen SA-Sturmbann wurde es Anfang Juni 1933 in der Turnhalle der Volksschule I errichtet. Nach einer Verhaftungswelle am 24. und 25. Juni befanden sich mehr als 265 Personen im Lager. Die Häftlinge waren überwiegend Kommunisten, Sozialdemokraten und Gewerkschaftsfunktionäre aus Senftenberg und Umgebung. Nach der Auflösung Mitte August 1933 entließ man den größten Teil der Inhaftierten. Die restlichen Häftlinge wurden weiter im Polizeigefängnis Senftenberg festgehalten. Aufgrund der schlechten Haftbedingungen erkrankte die schwangere Marianne Seidel, SPD-Fraktionsvorsitzende des Kreistages des Kreises Calau, so schwer, dass sie am 10. Juli 1933 im Krankenhaus Senftenberg starb.